# 華盛玩具
華盛玩具有限公司（除牌時0413.HK） ，由1976年創立，1982年上市。上市前獲越秀集團入股50%，成為主要股東，期後賣盤予南華集團。現時為南華中國旗下公司，主要生產、設計及銷售玩具產品，後來被南華集團改組，由南華中國取代上市。也曾在新加坡上市，那時在1996年，但已在2006年私有化，上市時只有10年。
在1987年7月16日於香港交易所主板上市。

## 連結
- 華盛玩具有限公司 （页面存档备份，存于）